# 爱利克·埃里克森
愛利克·霍姆伯格·艾瑞克森（德語：Erik Homburger Erikson，1902年6月15日—1994年5月12日），是一位德裔美籍发展心理学家與心理分析学者，以其心理社会发展理论著称。他還以創造认同危机（identity crisis）術語而著名。他的兒子，凱·艾瑞克森，是著名的美國社會學家。
艾瑞克森沒有學士學歷，但他仍然以教授身分，任教於著名的機構，如哈佛大學與耶魯大學。

## 早年生活
艾瑞克森的母親，卡拉·阿布拉漢森（Karla Abrahamsen），来自哥本哈根一个显赫的犹太人家庭。她嫁給了猶太人股票經紀人瓦爾德馬·伊西·所羅門森（Valdemar Isidor Salomonsen），然而在懷下愛利克以前就已經疏遠了數個月。愛利克的生父鮮為人知，只知道他是一位丹麥籍人士。在卡拉發現自己懷孕後，她就逃離至德國法蘭克福，而愛利克則於1902年6月15日出生，並掛上了所羅門森的姓氏。
在愛利克出生後，卡拉受訓成為護士，並搬至卡爾斯魯厄。1905年，她嫁給了愛利克的猶太人兒科醫師，西奧多·霍姆伯格（Theodor Homburger）。1908年，愛利克·所羅門森的名字變成了愛利克·霍姆伯格；1911年，愛利克正式由養父領養。
認同的理論發展，似乎在艾瑞克森的人生與理論之間產生巨大關連。在他的童年與青少年階段，他還被稱為愛利克·霍姆伯格，而他的父母將他的出生真相保密到家。他是個子高、金髮、藍眼的男孩，在猶太宗教的環境當中引起注意。在教會學校中，孩子們取笑他是位北歐人；在文法學校，他們又取笑他身為猶太人的事實。
在人文學院期間，他的主要興趣在美術、歷史與語言，但他在沒有興趣在學校當中，因此在畢業時沒有拿到任何學位證書。畢業後，他不走他的養父所希望的醫學學校，而是跑去慕尼黑的藝術學校，但很快就放棄了。
在不確定他的職業是否合於社會的情況下，艾瑞克森在德國與義大利，與童年好友彼得·布洛斯（Peter Blos）等人，開始漫長的流浪藝術家生涯。在這段時期，他繼續與他的父親冷戰，並完善他在種族、宗教與國家認同的思想。

### 精神分析的經驗與訓練
艾瑞克森25歲時，他的好友彼得·布洛斯，邀請他到維也納，來為伯林厄姆-羅森菲爾德學校這所小型學校的兒童教導藝術；當時這些兒童的富裕父母，會請西格蒙德·佛洛伊德的女兒，安娜·佛洛伊德進行精神分析。
安娜注意到艾瑞克森在學校中，對於兒童的敏感度，因此鼓勵他在維也納精神分析學院學習精神分析，而他受到著名分析學家奧古斯特·艾康、海因茨·哈特曼與保羅·費登在學習精神分析理論上的指導。他專注於兒童的精神分析，並在安娜·佛洛伊德門下進行訓練。海琳·德意志與愛德華·畢布倫（Edward Bibring）則對他的初次成人治療進行指導。
他同時也開始學習教育學上的蒙特梭利教育法，側重於兒童發展與性別階段。
1933年，他獲得了維也納精神分析學院的證書。該證書與蒙特梭利證書，成為艾瑞克森一生中僅有的兩項學術證書。

## 北美洲
1930年，艾瑞克森與加拿大舞蹈家與藝術家喬安·摩瓦特·瑟森，在一場舞會中認識並結婚。婚後，艾瑞克森變成了基督教徒。
1933年，在德國希特勒勢力崛起，於柏林燒毀佛洛伊德的著作，且在奧地利有潛在納粹勢力時，艾瑞克森帶著他們兩個年幼的兒子，離開奧地利到哥本哈根。由於居住證明問題無法回復丹麥公民身分，因此艾瑞克森來到美國，當時美國公民身分尚未制度化。
在美國期間，艾瑞克森成為波士頓第一位兒童精神分析學家，並且在麻省总医院、法官貝克爾兒童輔導中心、哈佛醫學院與其心理治療所獲得工作，在臨床醫生工作中獲得一定的聲譽。
1936年，艾瑞克森離開哈佛，成為耶魯大學員工，於人群關係研究所工作，並於醫學院教書。在耶魯大學期間，他成為了美國歸化公民，並將他的姓氏，從「霍姆伯格」改為「艾瑞克森」。
艾瑞克森繼續深化他對精神分析領域的興趣，並探索心理學與人類學間的關連。他與諸多重要人類學家接觸，包含了瑪格麗特·米德、格雷戈里·貝特森與露絲·潘乃德；由於與這些人接觸，1938年，他被邀請到南達科他州松樹嶺保護區，觀察蘇族原住民小孩的教育情況，這一個重要的旅行，證實了他的思想。
1939年，艾瑞克森離開耶魯大學，全家移至加利福尼亞州；在當地，艾瑞克森被邀請加入加利福尼亞大學柏克萊分校兒童福利機構的兒童發展追蹤研究團隊。此外，在舊金山，他開了一家兒童精神分析的私人診所。
1950年，在艾瑞克森出版了他最知名的一本書，《兒童與社會》（Childhood and Society）後，他因為被要求簽署忠誠誓言，而離開加利福尼亞大學。1951年至1960年，他於麻薩諸塞州斯托克布里奇的精神治療專門機構奧思丁瑞格中心工作與教學，專注於青少年的情緒問題。此時，他還於匹茲堡大學擔任客座教授，以及於西方精神醫學研究所的阿森納托兒學校，與班傑明·斯波克以及弗雷德·羅傑斯一起工作。
艾瑞克森於1960年代回到哈佛，擔任人類發展學教授，直到1970年退休。1973年，艾瑞克森經國家人文學術基金會，獲得美國人文科學最高榮譽的傑佛遜講座。他的講座題目為「新認同的維度」。

## 自我發展理論
艾瑞克森也被認為是自我心理學的發起者之一，該理論強調自我的角色，超越了被本我奴役的情況。根據艾瑞克森所述，兒童所成長的環境，對於提供他們成長、調整、自我察覺與認同，是至關重要的。艾瑞克森的著作《甘地的真理》（1969年），更關注於他在應用於生命週期後段的理論，贏得了普立茲獎與美國國家圖書獎哲學與宗教類。

## 埃里克森的人格理论
每個階段的發展順利結果，有時會被稱為「效能」（virtue），在艾瑞克森研究的脈絡中，該名詞與使用於醫學的「效價」（potency）相同。艾瑞克森的研究表明，每一個個人必須要在每個生命階段挑戰，必須要維持發展危機中兩端對立觀念的平衡，而不是拒絕任何一方。只有對於在生命階段挑戰中的兩個對立觀念，能夠理解且接受，才能夠完善並在這個階段中產生效能。因此，「信任」與「不信任」兩者必須都能接受與理解，才能在生命階段當中的第一階段，實現「希望」的有效解決。「完美無缺」與「悲觀沮喪」兩者必須都能接受與理解，才能在人生最後一個階段，得到「智慧」的有效解決。
艾瑞克森的人生階段挑戰，依照八個階段的排列如下：
1. 信任對不信任：此階段涵蓋了整個幼年時期。在0─1歲時，是人生中最豐富的階段──幼兒是否能發展信任或不信任，都不只是後天造成的問題。這是多方因素所造成的，具有強烈的社會構成部分。這依賴著與母體關係的品質。母親關切與反應出在兒童時期，信賴、人生意義感等的內在觀念。如果在此階段發展順利的話，幼兒就發展出信任感，也就是「形成兒童的信任感」。信任發展失敗的話，將會在幼兒時期導致害怕，與「世界不可預測與不一致」的信念。
2. 自主獨立對羞怯懷疑：涵蓋了2─3歲的幼兒時期──這時引入了自主獨立對羞怯懷疑的困難。在此階段，兒童會試著精進上廁所的技巧。
3. 主動對內疚：涵蓋了4─6歲的學前階段。此階段重點為兒童是否有能力自己獨立作業，例如能自行穿衣服。如果「內疚」變成兒童的選擇，發展將會變差。艾瑞克森在此階段有一個正面的人生觀，他說內疚會很快地會以成就感來補償。
4. 勤奮對自卑：涵蓋7─11歲的學齡階段。兒童會比較他人的自我價值（例如在課室環境中）。兒童可以辨識自己與其他兒童能力之間的差距。艾瑞克森在教師方面較為偏重，認為教師應該確保兒童不會感到自卑。
5. 統合與角色混亂：涵蓋12─17歲的青少年。會自問我是誰？我該如何適應？人生何去何從？艾瑞克森相信，如果父母能讓孩子去探索，他們自己的角色就能夠統合。然而，如果父母持續向他們施壓，以符合父母的想望，則青少年會面臨角色的混亂。
6. 親密對孤獨：這是成人發展的第一個階段。此發展通常起於青年時期，大約是18─24歲。約會、結婚、家庭與友誼都是在他們人生階段中的重要部分。經由建構與其他人愛的關係，個體將能夠體驗愛與親密。在維繫友誼遭遇失敗者，則會感到孤獨與寂寞。
7. 愛心關懷對頹廢遲滯：是成人的第二個階段，介於40─65歲。此時，人們的生活趨於穩定，並知道什麼對他們而言是重要的。一個人要麼是讓他的生涯按部就班，要麼就是他的生涯膽戰心驚，並且不知道是否能夠在工作生活中歇息。同時，一個人會享受養育他的小孩與參與活動，這給予他目標感。如果一個人在生活的過程當中感到不舒適，通常他會對於他所做的決定感到遺憾，且感到無用。
8. 完美無缺對悲觀沮喪：本階段影響者65歲以上的族群。此時，個體已經達到他們人生的最後一章，並且接近退休時間，或是已經退休。許多人們已經達成他們認為重要的成就，而在回顧他們的一生時，會感到有偉大成就與完美無缺的感覺。相反地，如果在中年遇到困難，再回首時會感到絕望。

當自我認同對上角色混亂，自我認同能夠讓每一個人都擁有個性，或者如艾瑞克森所述：「那麼，主觀來說，自我認同是一種自我同化與自我統合方法連續性的真實察覺，以及對他人意義的連續性（2006年）。」然而，依據芭芭拉·恩格勒（Barbara Engler）的著作《Personality Theories》（2006年），角色混亂是「設想自己為一個自我社群的生產力成員之無力感（頁158）。」這種無力感是一個很大的危機；這會發生在青少年在尋找職業的時候。

## 著作

### 主要著作
- Childhood and Society (1950)
- 《青年路德：一個精神分析與歷史的研究》Young Man Luther. A Study in Psychoanalysis and History (1958)
- Identity: Youth and Crisis (1968)
- Gandhi's Truth: On the Origin of Militant Nonviolence (1969)
- Adulthood (edited book, 1978)
- Vital Involvement in Old Age (with J.M. Erikson and H. Kivnick, 1986)
- The Life Cycle Completed (with J.M. Erikson, 1987)

### 作品集
- Identity and the Life Cycle. Selected Papers (1959)
- "A Way of Looking At Things - Selected Papers from 1930 to 1980, Erik H.Erikson" ed.by S. Schlein, W.W.Norton & Co, New York, (1995)

### 相關著作
- Erikson on Development in Adulthood: New Insights from the Unpublished Papers (Dallas Hope Melinda Bird, 2002)
- Erik Erikson: His Life, Work, and Significance (Kit Welchman, 2000 Open University Press) His Work (Robert Coles, 1970)
- Ideas and Identities: The Life and Work of Erik Erikson (Robert S. Wallerstein & Leo Goldberger, eds., [IUP, 1998])
- "Dialogue with Erik Erikson" (Richard I. Evans, E.P.Dutton & Co, New York, 1969)

## 進階閱讀
- Andersen, D C, , The Psychohistory review 22 (1), 1993, 22 (1): 35–681993, PMID 11623368
- Bondurant, J V; Fisher, M W; Sutherland, J D, , The American historical review 76, 1971, 76: 1104–15Oct 1971, PMID 11615442
- Brenman-Gibson, M, , Psychoanalytic review 84 (3), 1997, 84 (3): 329–35Jun 1997, PMID 9279928
- Carney, J E, , The Psychohistory review 22 (1), 1993, 22 (1): 119–531993, PMID 11623367
- Coles, R; Fitzpatrick, J J, , The Psychohistory review 5 (3), 1976, 5 (3): 42–6Dec 1976, PMID 11615801
- Crunden, R M, , Canadian review of American studies 4 (1), 1973, 4 (1): 48–641973, PMID 11634791, doi:10.3138/CRAS-004-01-04
- Douvan, E, , Child psychiatry and human development 28 (1), 1997, 28 (1): 15–211997, PMID 9256525, doi:10.1023/A:1025188901554
- Eagle, M, , Psychoanalytic review 84 (3), 1997, 84 (3): 337–47Jun 1997, PMID 9279929
- Fitzpatrick, J J, , Bulletin of the Menninger Clinic 40 (4), 1976, 40 (4): 295–314Jul 1976, PMID 791417
- Goethals, G W, , The Journal of the American Academy of Psychoanalysis 4 (4), 1976, 4 (4): 529–44Oct 1976, PMID 799636
- Hoffman, L E, , The Psychohistory review 22 (1), 1993, 22 (1): 69–861993, PMID 11623369
- Masson, J L, , The International journal of psycho-analysis 55 (4), 1974, 55 (4): 519–291974, PMID 4616017
- Roazen, P, , The Psychohistory review 22 (1), 1993, 22 (1): 101–171993, PMID 11623366
- Schnell, R L, , Psychological reports 46 (2), 1980, 46 (2): 591–612Apr 1980, PMID 6992185
- Strozier, C B, , The Psychohistory review 5 (3), 1976, 5 (3): 28–31Dec 1976, PMID 11615797
- Weiner, M B, , The Journal of nursing care 12 (5), 1979, 12 (5): 27–8May 1979, PMID 374748
- Wurgaft, L D, , Psychoanalytic review 63 (2), 1976, 63 (2): 209–331976, PMID 788015

## 外部連結
- 维基语录上有关爱利克·埃里克森的语录
- Erikson Institute website （页面存档备份，存于）